# فاطمة الفقير
فاطمة الفقير(مواليد 1954) هي عداءة مغربية ومدربة وأستاذة رياضية. كانت أول مغربية تنافس في الألعاب الأولمبية.  شاركت في سباق 100 متر سيدات في أولمبياد صيف 1972 في ميونيخ وكانت أول بطلة إفريقية في سباق 400 متر حواجز في داكار في عام 1979.   لقد كانت أول رياضي يمنح المغرب اللقب. هي أستاذة التعليم العالي بالمعهد الوطني المغربي للرياضة.
درست فاطمة الفقير التمارين البدنية والرياضة في جامعة بوخارست في رومانيا من 1973 إلى 1978 ثم في جامعة مونتريال في كندا. تزوجت وأربت عائلة مع مدربها عزيز داودة. دربت الفريق الوطني المغربي لألعاب القوى (مسار) ودربت نوال المتوكل في المتجولين وأحداث التتابع. 
نظمت فعاليات مثل الألعاب العربية في الرباط، المغرب عام 1985، والألعاب الفرنكوفونية في عام 1989، وبطولة كروس كونتري العالمية في عام 1998، وبطولة العالم للشباب في مراكش عام 2006. وهي تشغل مناصب رئاسية في اتحاد ألعاب القوى الإفريقية، شمال أفريقيا، والرابطة الوطنية للأنشطة البدنية للمرأة والرياضة.
في عام 2017، دافعت عن أطروحتها بالفرنسية بعنوان «الرياضيون المغاربة رفيعو المستوى: ظهور، وضوح، ومحو 1956-2016»

## روابط خارجية
- فاطمة الفقير على موقع الاتحاد الدولي لألعاب القوى (الإنجليزية)
- فاطمة الفقير على موقع اللجنة الأولمبية الدولية (الإنجليزية)
- فاطمة الفقير على موقع أوليمبيديا (الإنجليزية)